# Julien Lacombe
Pour les articles homonymes, voir Lacombe.
Julien Lacombe est un réalisateur et scénariste français, né le 11 janvier 1979 à Paris. Il est co-createur et réalisateur de la série Missions. Jusqu'en 2017, il travaillait en duo avec Pascal Sid. Les deux réalisateurs ont écrit et réalisé leur premier long métrage intitulé Derrière les murs, avec Laetitia Casta, dont la sortie a eu lieu le 6 juillet 2011. Il s'agissait du premier long métrage live tourné en relief produit en France. Il est aussi réalisateur de nombreux spots publicitaires aussi bien en France qu'à l'étranger au sein du duo « Sid et Lacombe ».

## Carrière
En 2006, il réalise le Sixième Homme, qui est sélectionné au festival du film policier de Cognac en 2007 dans la catégorie court métrage. 
En 2010, il réalise le long métrage Derrière les Murs, le film sort en salle le 6 juillet 2011. Le film figure deux années de suite parmi les succès français à l'étranger grâce à sa sortie en salle en 2011 en Russie et en 2012 en Chine, où le film engrange 430 000 entrées lors de sa première semaine d'exploitation,.
En 2017, il est co-créateur, auteur et, pour la première fois en solo, réalisateur de Missions, une série de science fiction de 10 × 26 minutes diffusée à partir du 1er juin 2017 sur OCS. Présentée en avant première mondiale au MIPDrama Screenings à Cannes, elle remporte le prix de la critique. Elle a aussi remporté le prix de la découverte au festival Séries Mania la même année. En août 2017, la presse annonce la vente de la série au service de SVOD de la chaîne américaine AMC qui devient aussi coproducteur de la saison 2 qui est tournée fin 2018. 
La série est très largement diffusée à l'étranger. Elle est notablement diffusée sur  BBC Four en Angleterre, sur DR au Danemark et sur Rai 4 en Italie. 
La deuxième saison est diffusée sur OCS depuis le 1er Septembre 2019. Lors du Showeb 2020, OCS confirme qu'une troisième saison a été commandée aux auteurs.
Le 21 Mai 2024, lors de sa conférence de presse annuelle à Séries Mania, France Télévisions l'annonce comme futur co-créateur et réalisateur d'un projet de mini-série biopic en quatre épisodes consacrée à la pilote de rallye Michèle Mouton et intitulée "Rallye 82".

## Distinctions
Présentée en première mondiale le 2 avril 2017 lors du MipDrama Screenings à Cannes, la série Missions a été couronnée du prix du jury dans la catégorie « Full episodes », prix décerné par le jury des critiques TV, composé d'une journaliste française du Figaro, d'un journaliste anglais du Telegraph et d'une journaliste américaine de Variety,,.
Lors de la cérémonie de clôture de la huitième édition du festival Séries Mania, le 22 avril 2017, la série reçoit le prix de la découverte remis par l'association des critiques de séries (ACS).
Lors de la cérémonie des prix de l'ACS 2018, Julien Lacombe est nommé en tant que meilleur réalisateur de série de l'année, toujours pour la série Missions. Lors de la même cérémonie, la série remporte par ailleurs le prix de la meilleure production.

## Filmographie

### Cinéma

#### Longs métrages
- 2011 : Derrière les murs

#### Courts métrages
- 2001 : Le Peuple ancien
- 2003 : HK
- 2005 : 6 Hours
- 2005 : El Derechazo
- 2006 : Le Sixième Homme
- 2013 : Zlatan

### Télévision
- 2017-2022 : Missions